# Juan Antonio Bayona
Juan Antonio García Bayona, a volte accreditato come J. A. Bayona (Barcellona, 9 maggio 1975), è un regista spagnolo.
Ha diretto videoclip e spot pubblicitari ed il film horror spagnolo The Orphanage. Successivamente è diventato noto per avere diretto il suo secondo film internazionale, dopo The Impossible, ovvero Jurassic World - Il regno distrutto. Nel 2023 dirige La società della neve, candidato al Premio Oscar al miglior film in lingua straniera.

## Biografia
Cresciuto con la passione per il cinema, diviene un giornalista del settore per poi studiare regia presso la Scuola di Cinema e Audiovisivi della Catalogna. Nel 1993, al Sitges - Festival internazionale del cinema fantastico della Catalogna, conosce il regista Guillermo del Toro, che stava presentando il film Cronos. In quell'occasione del Toro promise a Bayona di aiutarlo, finanziando il suo debutto cinematografico nel caso non fosse stato in grado di farlo lui stesso.
Dopo essersi laureato, Bayona inizia a lavorare nel campo dei videoclip e degli spot pubblicitari, successivamente realizza una serie di cortometraggi; Mis vacaciones (1999) e El Hombre Esponja (2002). Nel 2004 gli viene offerto lo script di The Orphanage, dopo aver accettato di dirigerlo chiede aiuto a Guillermo Del Toro, che offre di co-produrre la pellicola. The Orphanage viene presentato al Festival di Cannes 2007, dove ottiene dieci minuti di applausi. Il film, oltre ad essere stato apprezzato dalla critica, è stato un successo commerciale in Spagna e in Europa, superando, a livello di incassi, Il labirinto del fauno di Del Toro. Per il suo lavoro, Bayona si è guadagnato il Premio Goya per il miglior regista esordiente.
Nel 2012 è uscito nelle sale cinematografiche il suo secondo lungometraggio, The Impossible, girato interamente in inglese. Il film è scritto dal suo stretto collaboratore Sergio G. Sánchez e incentrato su una storia di una famiglia vittima dello tsunami dell'Oceano Indiano del 2004, nel quale spiccano come attori Naomi Watts (che grazie al ruolo di Maria, la madre di famiglia, ha ricevuto una candidatura come miglior attrice protagonista ai Premi Oscar 2013 e come miglior attrice protagonista in un film drammatico al Golden Globe 2013), Ewan McGregor, Tom Holland e Geraldine Chaplin. Sempre nel 2012, co-dirige, assieme a Sánchez, il videoclip per il singolo Disconnected della band britannica Keane.
Nel 2014 dirige i primi due episodi della serie televisiva Penny Dreadful. Nel 2017 viene scelto per dirigere il nuovo capitolo della saga Jurassic Park dal titolo Jurassic World - Il regno distrutto sequel di Jurassic World, uscito nelle sale nel 2018. A dicembre 2020 Bayona termine le riprese dei primi due episodi della nuova serie TV prodotta da Amazon Studios e tratta dai romanzi di J. R. R. Tolkien Il Signore degli Anelli - Gli Anelli del Potere, pubblicata dal settembre 2022. Nel 2023 dirige per Netflix La società della neve, survival movie ispirato al disastro aereo delle Ande del 1972. Il film viene presentato in anteprima mondiale, fuori concorso, all'80ª Mostra internazionale d'arte cinematografica di Venezia, e viene inoltre selezionato per rappresentare la Spagna ai premi Oscar 2024 nella sezione del miglior film internazionale.

## Filmografia

### Regista

#### Cinema
- The Orphanage (El orfanato) (2007)
- The Impossible (2012)
- Sette minuti dopo la mezzanotte (A Monster Calls) (2016)
- Jurassic World - Il regno distrutto (Jurassic World: Fallen Kingdom) (2018)
- La società della neve (La sociedad de la nieve) (2023)

#### Televisione
- Penny Dreadful – serie TV, episodi 1x01-1x02 (2014)
- Il Signore degli Anelli - Gli Anelli del Potere (The Lord of the Rings: The Rings of Power) – serie TV, episodi 1x01-1x02 (2022)

### Attore
- The Queen of Spain (La reina de España), regia di Fernando Trueba (2016)

### Produttore
- Marrowbone (El secreto de Marrowbone), regia di Sergio G. Sánchez (2017)
- Il Signore degli Anelli - Gli Anelli del Potere (The Lord of the Rings: The Rings of Power) – serie TV, 8 episodi (2022)